# Zions Sogn
Zions Sogn er et sogn i Skads Provsti (Ribe Stift).
Zions Kirke i Esbjerg blev opført i 1912-14, og i 1914 blev Zions Sogn udskilt fra Vor Frelsers Sogn, som havde hørt til Skast Herred i Ribe Amt og lå i Esbjerg købstad. Den blev ved kommunalreformen i 1970 kernen i Esbjerg Kommune.
Treenighedskirken blev opført i 1959-61, og i 1961 blev Treenigheds Sogn udskilt fra Zions Sogn.
I Zions Sogn findes følgende autoriserede stednavne:
- Esbjerg Havn (areal)
- Strandby (bydel, ejerlav)
- Strandby Parken (areal)
- Strandby Plads (areal)